# Мезофилы
Мезофилы — организмы, лучше всего растущие при умеренной температуре, в не слишком горячих, но и не очень холодных условиях, обычно между 20 и 45 °C. Термин употребляется в отношении микроорганизмов.
В числе сред обитания мезофильных микроорганизмов можно особенно выделить сыр и йогурт; кроме того, такие организмы часто участвуют в процессах приготовления пива и вина.
Zheng и др. предложили всё разнообразие бактерий классифицировать на мезофилов и термофилов.
В ботанике (в экологии растений) мезофильными иногда называют растения, приспособленные к условиям среднего увлажнения (то есть растения-мезофиты).